# Stass Paraskos
Stass Paraskos, gr. Στας Παράσκος (ur. 17 marca 1933 w Anafotidzie, zm. 4 marca 2014) – cypryjski malarz, rzeźbiarz i poeta. Założyciel Cyprus College of Art. W 1996 r. reprezentował Cypr na Biennale w Wenecji.

## Życiorys
Paraskos urodził się w rodzinie chłopskiej we wsi Anafotida. W 1953 r. wyemigrował do Leeds, gdzie rozpoczął pracę kelnera. Namówiony przez wykładowcę Harry’ego Thubrona zapisał się do Leeds College of Art. Przez pewien czas mieszkał w Kornwalii w towarzystwie artystów St. Yves School. W 1962 r. wrócił do Leeds, gdzie nauczał w różnych szkołach plastycznych.
Jako ostatni artysta w historii Wielkiej Brytanii Paraskos został skazany na mocy Vagrancy Act (Akt przeciw włóczęgostwu) z 1838 r. Przyczyną było zaprezentowanie przez artystę obscenicznych treści na publicznej wystawie jego malarstwa. Dzięki sławie, jaką zyskał po procesie w 1966 r., otrzymywał propozycje wykładów oraz wystaw w wielu instytucjach, nie tylko w kraju. Trzy z obrazów uznanych za obsceniczne zostały w 2006 r. zakupione do kolekcji Tate Modern.
W 1969 r. wrócił na Cypr, by otworzyć tam w oparciu o swoje doświadczenia letnią szkołę plastyczną dla artystów z Wielkiej Brytanii. Szkoła początkowo działająca w miejscowości Famagusta została przeniesiona w 1989 r. do Lemby, by tam przekształcić się w Cyprus College of Art. Paraskos do 2014 r. był dyrektorem założonej przez siebie szkoły, a równocześnie nadal wykładał w Wielkiej Brytanii, m.in. na Canterbury College of Art oraz Leicester College. W 1989 r. powrócił na stałe na Cypr.

## Twórczość
Styl malarski Paraskosa to mieszanka prymitywizmu z fowizmem, a czasem i kubizmem. W swoim malarstwie poruszał niejednokrotnie tematy związane z codziennym życiem czy tragediami jego rodzimych stron. Tematykę tę mieszał z barwnym cypryjskim folklorem oraz bardziej prymitywnych kultur. Artysta uprawiał również rzeźbę i grafikę. Jego ilustracje można znaleźć w wydanej w Nikozji 1981 r. The Mythology of Cyprus.

### Niektóre wystawy indywidualne
- 2016: Lovers & Romances, The Tetley, Leeds
- 2013: The Diary of Don Cavallo, Alpha C.K. Art Gallery, Nikozja
- 1966: Lovers & Romances, Institute Gallery, Leeds

### Prace w zbiorach
- Tate Modern, Londyn
- Leeds City Art Gallery, Leeds
- Arts Council Collection and University of Leeds, Leeds[5]